# Tærskemaskine
En tærskemaskine er en maskine til at skille kernen fra strået; Tærskningen foretages ved at føre sæden ind mellem en roterende tromle og en faststående bro. Mens udtærskningen med plejl og med gammeldags tærskning skete ved direkte slag, foregår den ved moderne tærskemaskiner mere ved udgnidning og udrivning.
Tærskemaskinens hovedorganer er tromle eller cylinder og bro, i forbindelse med disse kan yderligere anvendes halmryster, blæser og solde i forskellig udformning, alt efter som tærskemaskinen er mere eller mindre kombineret; desuden kan forekomme finere rense- og sortereanordninger, kørne- og pudsemaskine.
Tromlen har cylinderform og må, da den roterer med en betydelig hastighed, være nøjagtig og solidt oplagt; sædvanlig anvendes nu kuglelejer. Der skelnes mellem pigtromle og slagletromle, af hvilke den første er en lukket pladejernstromle, hvis overflade er besat med flere rækker pigge, der er forsat i forhold til hverandre. Slagletromlen er sædvanlig åben; de virksomme dele er her slagler, der er befæstede på flere eller færre ringe, som sidder fast ved tromleakslen. Slaglerne kan være flad- eller vinkeljern, i almindelighed anvendes nu riflede slagler (John Gaucher’s patent). Tromlen gør i reglen 1200—1400 omdrejninger pr minut; jo mindre tromlediameteren er, des flere omdrejninger må den gøre for at få en passende periferihastighed, der bør være ca. 31 m pr sekund.
Tromlen omsluttes mere eller mindre af den såkaldte bro. Til pigtromlen hører en bro med pigge, den omslutter sædvanlig 1/8 af tromlen, hvor imod broen ved en slagletromle omslutter c. 1/3 af denne. Efter som sæden føres ind over eller under tromlen, skelnes mellem over- og undertærskere.
Til tromler med riflede slagler benyttes nu mest den såkaldte engelske bro, som dannes af to buede endestykker, mellem hvilke der er anbragt parallelle stållinealer, disse er igen gennemtrukne med tykke ståltråde, parallelle med endestykkerne; derved fås en solid bro med et stort åbningsareal. Almindelig er broen todelt og indstillelig i forhold til tromlen, åbningen må være størst ved sluget og snævre til ind efter. Udtærskningen foregår mellem cylinder og bro; største parten af kornet tillige med avnerne falder gennem broen og går enten ud af maskinen eller til renseriet. Strået passerer ud over halmrysteren, hvor de tilbage blevne korn rystes fra, medens halmen føres ud af maskinen eller til en særlig Halmpresse.
Kernens fraskillelse fra avner og emter finder sted i renseriet, der er dannet af et system af sold, som godset passerer hen over, mens det samtidig udsættes for en stærk vind, frembragt ved en blæser. Derved pustes de lette dele ud af maskinen, mens kornet føres bort for sig. Dette er nu enkeltrenset, avneblæst og behandlet tilstrækkeligt til at benyttes til fodervare, og adskillige danske tærskemaskiner er kun indrettet på at foretage disse processer (halv- eller enkeltrensere).
Dobbeltrensende tærskemaskiner har desuden et ekstra renseri, hvortil den for avner rensede kornvare føres ved elevator, kastehjul eller ved en luftstrøm. Forinden kornet når til finrenseriet, må det ofte passere kørner- og pudsemaskine, hvor kernen befries for stak og andet vedhæng. Den fine rensning og sortering kan foregå enten på sold eller ved en stærk luftstrøm; det sidste er almindeligt i danske tærskemaskiner efter den såkaldte Hillerød-type. Ved store tærskemaskiner må kornet, forinden det når til sædudløbet, endnu passere en sorteretromle, hvor adskillelsen finder sted efter tykkelse.
Efter den anvendte drivkraft kan tærskemaskiner deles i hånd-, heste- og damp- eller motor-tærskemaskiner. Hånd-tærskemaskiner finder anvendelse i små jordbrug; de er enkle af konstruktion og består sædvanlig kun af tromle og bro. Egentlige heste-tærskere går nu mere og mere af brug og erstattes af noget større tærskere til motorkraft. Der skelnes her mellem enkelt- og dobbeltrensere, og begge typer fremstilles i udmærkede eksemplarer i Danmark. Damp-tærskere, som finder anvendelse i store landbrug og tærske-interessentselskaber, kom navnlig tidligere fra udlandet (England, Tyskland og Sverige).
Tærskemaskiners arbejdsevne er afhængig af mange faktorer, sædens kvalitet, betjening m. m., og der kan ikke angives noget bestemt tal for deres ydelse; i almindelighed kan regnes ca. 200 kg renset korn pr. H. K. T.